# Cécile Ousset
Cécile Ousset   (Tarba, 23 de gener de 1936) és una pianista francesa.

## Biografia
Últim filla d'una família de set noies, prové del poble de Harrèra, al Cantó de Maulion de Varossa (Alts Pirineus), del qual el seu pare, el coronel Alexandre Ousset, va ser alcalde als anys cinquanta.
Va fer el seu primer recital als cinc anys. Més tard, va estudiar al Conservatori de París amb Marcel Ciampi. Als catorze anys, va guanyar el seu primer premi de piano durant la classe de 1950. Va guanyar nombrosos concursos internacionals, inclòs el Concurs Internacional Marguerite-Long-Jacques-Thibaud de París i el quart premi del Concurs Internacional de Música Queen Elisabeth. Bèlgica el 1956, on els altres guanyadors són Vladimir Ashkenazy (primer premi), John Browning, Làzar Bérman, Tamás Vásáry i Peter Frankl. També més endavant guanyarà les competicions de Busoni i Van Cliburn.

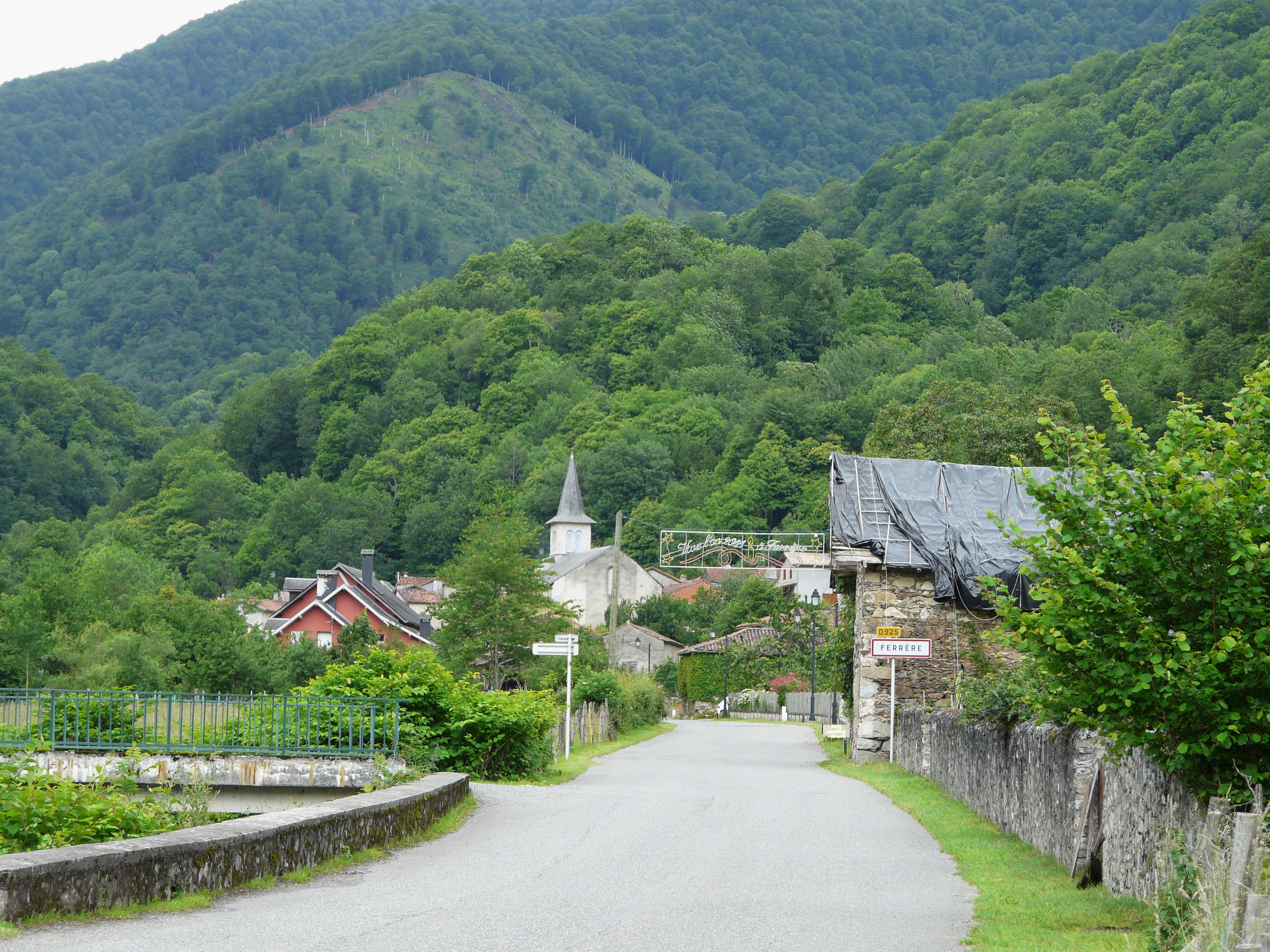
El petit poblet (42 h) tocant a la Val d'Aran, on va néixer Cécile

Actua a tot el món i grava un ampli repertori que va des de concerts de piano de Brahms, Grieg, Liszt, Mendelssohn, Schumann, Txaikovski, Prokofiev, Rachmaninov, Ravel i Poulenc. La dirigeixen els millors directors, com Kurt Masur, Simon Rattle i Neville Marriner.
Va guanyar l'anhelat "Grand Prix du Disque" de l'Acadèmia Charles-Cros pel seu enregistrament del Segon concert de piano de Brahms sota la direcció de Kurt Masur.
A Cécile Ousset sempre li ha agradat molt ensenyar i controlar els joves talents. Ha participat en moltes classes magistrals als Estats Units, Canadà, Europa, Austràlia i Àsia. Les seves classes magistrals són molt populars. S'organitzen des del 1981 al poble medieval de Puycelsi (Tarn). És membre del jurat de nombrosos concursos internacionals, com Van Cliburn, Rubinstein, concursos a Leeds o Bremen. És apreciat pels seus enregistraments d'obres de Ravel, Chopin, Rachmaninoff i Debussy.
El 2006, Cécile Ousset va posar fi a la seva carrera pública a causa de problemes de salut relacionats amb l'esquena.

## Discografia
- The Decca France Recordings (Decca, 2020)